# 盖雷涅什
盖雷涅什，是匈牙利巴兰尼亚州所辖的一个村。总面积12.34平方公里，总人口227，人口密度18.4人/平方公里（2011年1月1日）。